# Konstytucja apostolska
Konstytucja apostolska (łac. Constitutio apostolica) – najwyższej rangi dekret wydawany przez papieży, określający kwestie organizacyjne lub dogmatyczne, które stają się częścią nauczania apostolskiego Kościoła. Konstytucja apostolska ogłaszająca nowy dogmat jest niekiedy nazywana konstytucją dogmatyczną. Nazwa tego aktu prawnego została przejęta, jak i całe podstawy prawa kanonicznego, z prawa rzymskiego, w którym to konstytucje były najważniejszymi aktami prawnymi wydawanymi przez cesarza.

## Niektóre konstytucje apostolskie
| Konstytucja                   | Wydana | Papież        |
| ----------------------------- | ------ | ------------- |
| Anglicanorum coetibus         | 2009   | Benedykt XVI  |
| Auctorem fidei                | 1793   | Pius VI       |
| Commissum nobis               | 1904   | Pius X        |
| Cum occasione                 | 1653   | Innocenty X   |
| Dei Verbum                    | 1965   | Paweł VI      |
| Divinus perfectionis Magister | 1983   | Jan Paweł II  |
| Ex corde ecclesiae            | 1990   | Jan Paweł II  |
| Ex omnibus afflictionibus     | 1567   | Pius V        |
| Exsurge Domine                | 1520   | Leon X        |
| Fidei depositum               | 1992   | Jan Paweł II  |
| Ineffabilis Deus              | 1854   | Pius IX       |
| In Eminenti                   | 1738   | Klemens XII   |
| Missale Romanum               | 1969   | Paweł VI      |
| Munificentissimus Deus        | 1950   | Pius XII      |
| Paenitemini                   | 1966   | Paweł VI      |
| Pastor Bonus                  | 1988   | Jan Paweł II  |
| Provida Mater Ecclesia        | 1947   | Pius XII      |
| Romano Pontifici eligendo     | 1975   | Paweł VI      |
| Sacrae disciplinae leges      | 1983   | Jan Paweł II  |
| Sacrosanctum concilium        | 1963   | Paweł VI      |
| Scripturarum Thesaurus        | 1979   | Jan Paweł II  |
| Spirituali militum curae      | 1986   | Jan Paweł II  |
| Quo prímum témpore            | 1570   | Pius V        |
| Unam Sanctam                  | 1302   | Bonifacy VIII |
| Unigenitus Dei Filius         | 1713   | Klemens XI    |
| Universi Dominici gregis      | 1996   | Jan Paweł II  |
| Ut sit                        | 1982   | Jan Paweł II  |
| Veterum sapientia             | 1962   | Jan XXIII     |
| Praedicate Evangelium         | 2022   | Franciszek    |